# Xã Richland, Quận Codington, Nam Dakota
Xã Richland (tiếng Anh: Richland Township) là một xã thuộc quận Codington, tiểu bang Nam Dakota, Hoa Kỳ. Năm 2010, dân số của xã này là 154 người.